# Hirth HM 500

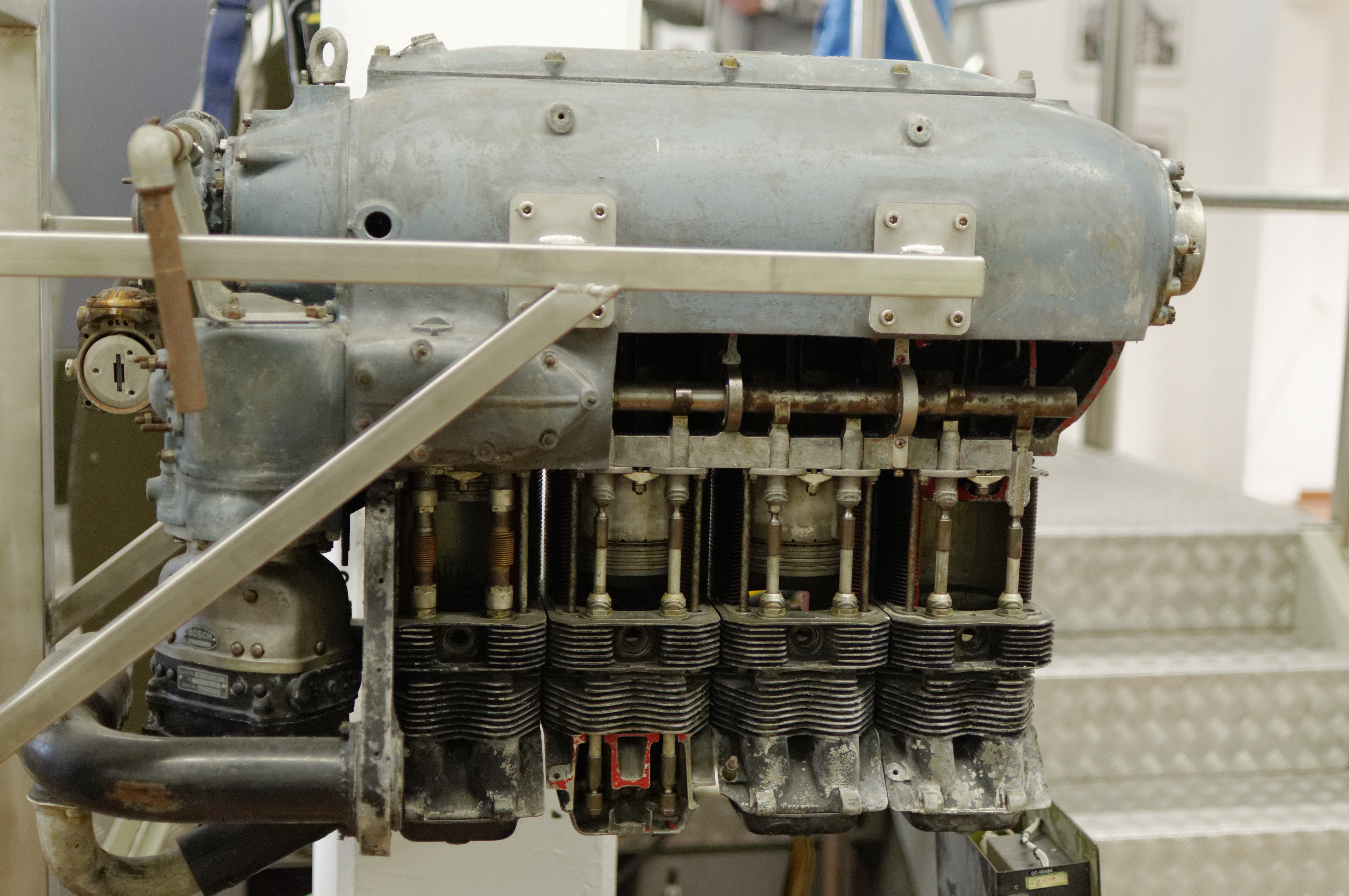
Schnittmodell des HM 500

Der Hirth HM 500 ist ein deutscher Flugmotor aus der Zeit des Zweiten Weltkriegs.

## Entwicklung
Der HM 500 erschien 1939 als Weiterentwicklung des Vierzylinder-Reihenmotors HM 504. Übernommen wurde dessen Aufbau mit Einheitszylindern, Kurbeltrieb und Steuerung. Verändert wurde die Form das Kurbelgehäuses aus Elektron, das eine geschlossene Tunnelform mit eingepressten Lagerringen für Kurbel- und Nockenwelle erhielt. Diese Bauform gewährleistete zwar eine kürzere Produktions- und Einbauzeit, komplizierte aber im Gegensatz zur beim Vorgänger verwendeten geteilten Kurbelwelle mit Hirth-Verzahnung den Zugang für Wartungsarbeiten. Der HM 500 befand sich während des gesamten Zweiten Weltkriegs in der Produktion und kam insbesondere in einigen Varianten des in Großserie gebauten Schulflugzeugs Bü 181 Bestmann zum Einsatz. Eine ebenfalls 1939 vorgestellte, sechszylindrige Ausführung erhielt die Bezeichnung HM 501, wurde aber in keinen nennenswerten Stückzahlen gebaut.

## Aufbau
Der HM 500 ist ein luftgekühlter Vierzylinder-Viertakt-Reihenmotor mit einreihig hängend angeordneten Zylindern.

## Nutzung
- Bücker Bü 181
- Klemm Kl 107
- Klemm Kl 35 E (nur Versuchsmuster)

## Technische Daten
| Kenngröße                             | Daten (Hirth HM 500 A)      |
| ------------------------------------- | --------------------------- |
| Länge                                 | 981 mm                      |
| Breite                                | 440 mm                      |
| Höhe                                  | 686 mm                      |
| Bohrung                               | 105 mm                      |
| Hub                                   | 115 mm                      |
| Zylinderhubraum                       | 1 l                         |
| Gesamthubraum                         | 4,0 l                       |
| Verdichtung                           | 6,2                         |
| Startleistung                         | 105 PS (77 kW) bei 2530/min |
| Dauerleistung am Boden                | 85 PS (63 kW) bei 2360/min  |
| Trockengewicht                        | 107 kg                      |
| Leistungsgewicht                      | 1,0 kg/PS                   |
| Hubraumleistung                       | 26,2 PS/l                   |
| Kraftstoffverbrauch bei Reiseleistung | 228 g/PSh                   |